# James Stannard
James Stannard (21 de fevereiro de 1983) é um ruguebolista de sevens australiano.

## Carreira
James Stannard integrou o elenco da Seleção Australiana de Rugby Sevens 8º colocada na Rio 2016.